# Башадарские курганы
Башадарские курганы — архитектурные памятники эпохи раннего железа. Расположены близ села Кулада в Онгудайском районе Республики Алтай, на левом берегу реки Каракол. 57 памятников. Самые крупные: 1-й, 2-й, 51-й курганы диаметром 40 м, высотой более 2 м. Остальные курганы меньших размеров. Возле могильника находится ограда длиной 300 м, выложенная плитами. Рядом сохранилось ещё несколько могильников (Берельские памятники, Пазырыкские погребения, Кудерги, Котанды, Шибе). В 1-м кургане на глубине 4,5 м обнаружена деревянная могила (длина 3,2 м, ширина 1,5 м, высота 1,2 м). Во 2-м кургане могила находится на глубине 6 м. Она покрыта брёвнами, корой берёзы и еловыми ветками. Всё засыпано землёй и камнями. В обоих курганах найдены сёдла, предметы домашней утвари, обувь, украшения. В саркофагах лежат хорошо сохранившиеся бальзамированные мумии.